# Hesperilla flavescens
Hesperilla flavescens là một loài bướm ngày thuộc họ Hesperiidae. Nó được tìm thấy ở Nam Úc và Victoria.
Sải cánh dài khoảng 30 mm.
Ấu trùng ăn Gahnia filum.

## Phụ loài
- Hesperilla flavescens flavescens (gần Altona và Ararat, ở Victoria)
- Hesperilla flavescens flavia (gần Adelaide ở Nam Úc)